# Albert S. Willis

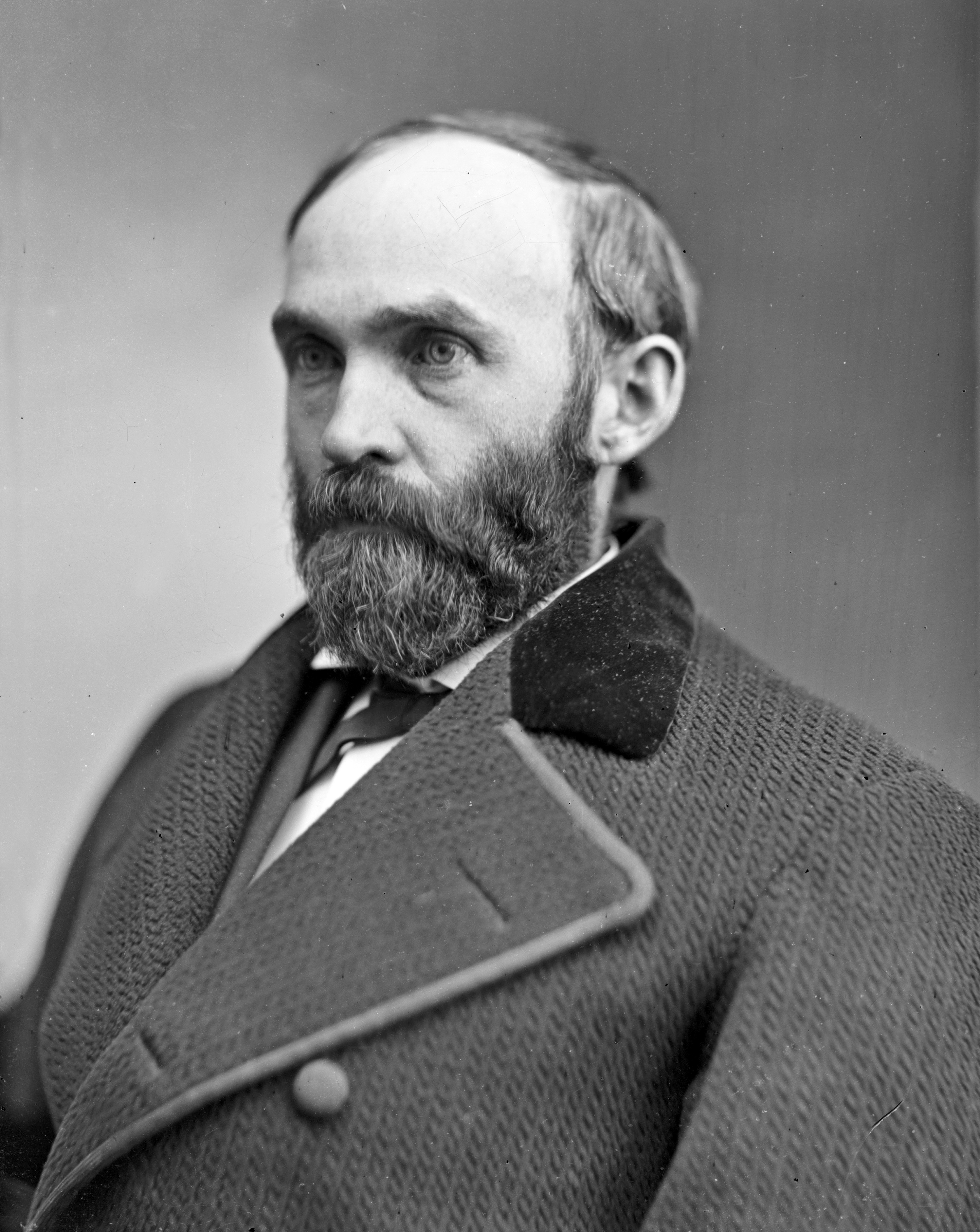
Albert S. Willis

Albert Shelby Willis (* 22. Januar 1843 in Shelbyville, Kentucky; † 6. Januar 1897 in Honolulu, Republik Hawaii) war ein US-amerikanischer Politiker. Zwischen 1877 und 1887 vertrat er den Bundesstaat Kentucky im US-Repräsentantenhaus.

## Werdegang
Albert Willis besuchte die öffentlichen Schulen seiner Heimat einschließlich der Louisville Male High School, die er im Jahr 1860 absolvierte. Während der folgenden vier Jahre unterrichtete er selbst als Lehrer. Nach einem anschließenden Jurastudium an der Louisville Law School und seiner 1866 erfolgten Zulassung als Rechtsanwalt begann er in Louisville in diesem Beruf zu praktizieren. Zwischen 1874 und 1877 war er Staatsanwalt im Jefferson County.
Politisch war Willis Mitglied der Demokratischen Partei. Bei den Kongresswahlen des Jahres 1876 wurde er im fünften Wahlbezirk von Kentucky in das US-Repräsentantenhaus in Washington, D.C. gewählt, wo er am 4. März 1877 die Nachfolge von Henry Watterson antrat. Nach vier Wiederwahlen konnte er bis zum 3. März 1887 fünf zusammenhängende Legislaturperioden im Kongress absolvieren. Von 1883 bis 1887 war er Vorsitzender des Committee on Rivers and Harbors.
Bei den Wahlen des Jahres 1886 unterlag er seinem Parteikollegen Asher G. Caruth. Nach seinem Ausscheiden aus dem Repräsentantenhaus praktizierte Willis zunächst wieder als Anwalt. Im Jahr 1893 wurde er von Präsident Grover Cleveland als amerikanischer Gesandter nach Hawaiʻi entsandt. Dort sollte er als Nachfolger von James Henderson Blount während der damaligen innenpolitischen Unruhen im noch selbständigen Königreich Hawaiʻi die amerikanischen Interessen vertreten. Albert Willis bekleidete sein Amt bis zu seinem Tod am 6. Januar 1897. Er wurde dann in Louisville beigesetzt.